# Portbou

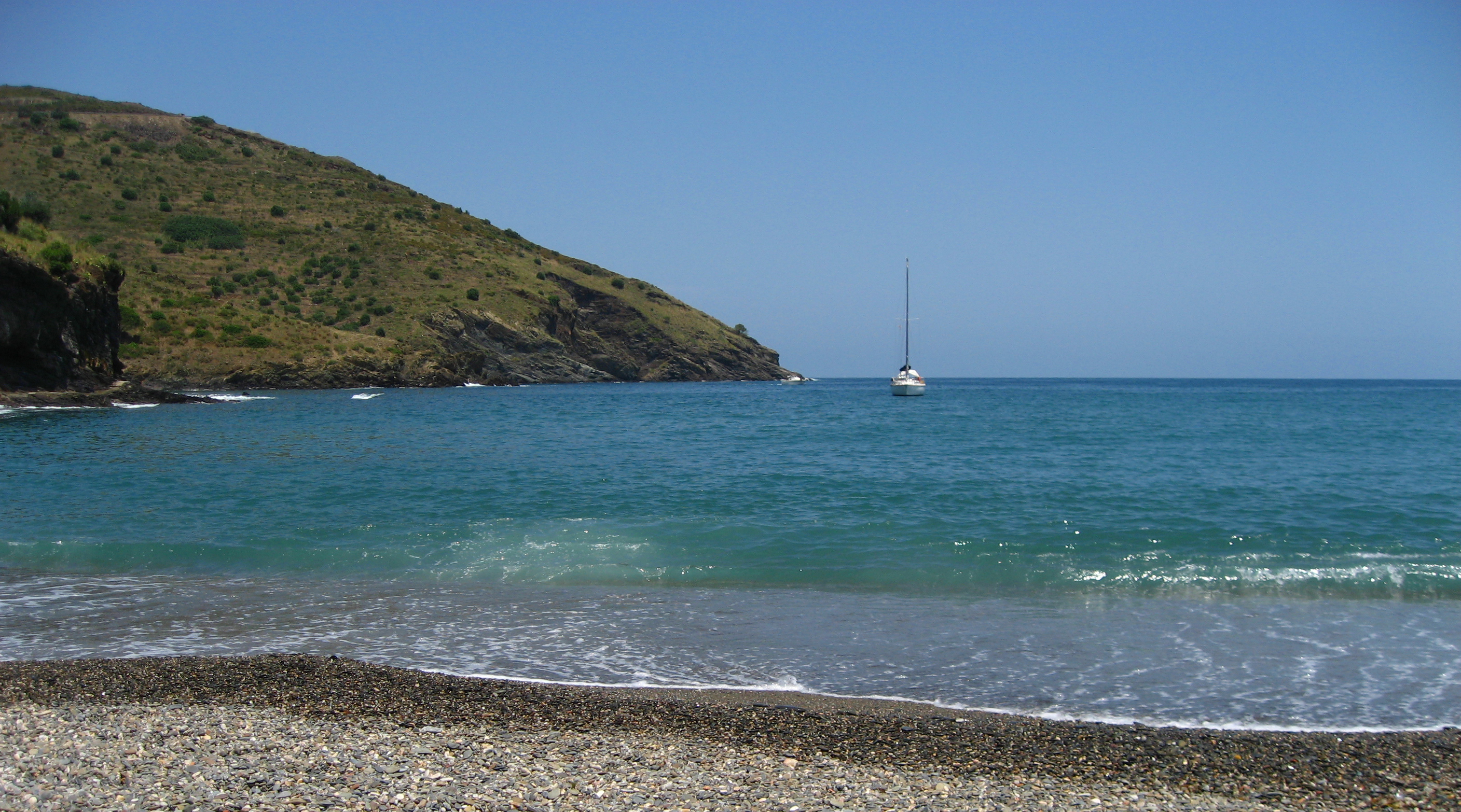
Playa de Portbou, próxima a la frontera franco-española.

Portbou o Port-Bou (en catalán y oficialmente Portbou) es una localidad y municipio español situado en la parte nororiental de la comarca del Alto Ampurdán, en la provincia de Gerona, comunidad autónoma de Cataluña. Limita con el municipio gerundense de Colera, y con las comunas de Cervera y Bañuls del Mar, en Francia.
A orillas de la Costa Brava, es el pueblo español más septentrional del mar Mediterráneo. Portbou es de terreno bastante accidentado y por su situación, de cara al golfo de León, sufre fuertes vientos de tramontana. En la parte central de su término municipal está la bahía de Portbou, donde se encuentra la mayor parte de su población. Entre 1994 y 2001 se construyó un puerto deportivo.

## Etimología
Popularmente se asocia el origen del topónimo a los barcos de pesca de arrastre conocidos en la zona como bous ("toros"). Estos bajeles encontraban refugio en la bahía en días de temporal de Viento de levante y de tramontana. El escudo oficial de la ciudad así lo refleja.
Sin embargo existen otras hipótesis como el nombre que toman los acantilados marinos, los "toros" venidos de 'acantilado' (en catalán arcaico: bauç). De ahí el nombre del "Bou follit" entre Portbou y Cervera. Hay que considerar también la focas mediterráneas llamadas a veces "bueyes (bous) marinos", de las que quedan aún cuevas con su nombre. También encontramos lugares de lujo como el "Mas de Parbaus". Sin embargo, para concluir el elenco de posibles etimologías, no podemos dejar de lado mapas de los siglos XV a XVII donde encontramos la cala de Portbou llamada de Port Bo ("Puerto bueno").

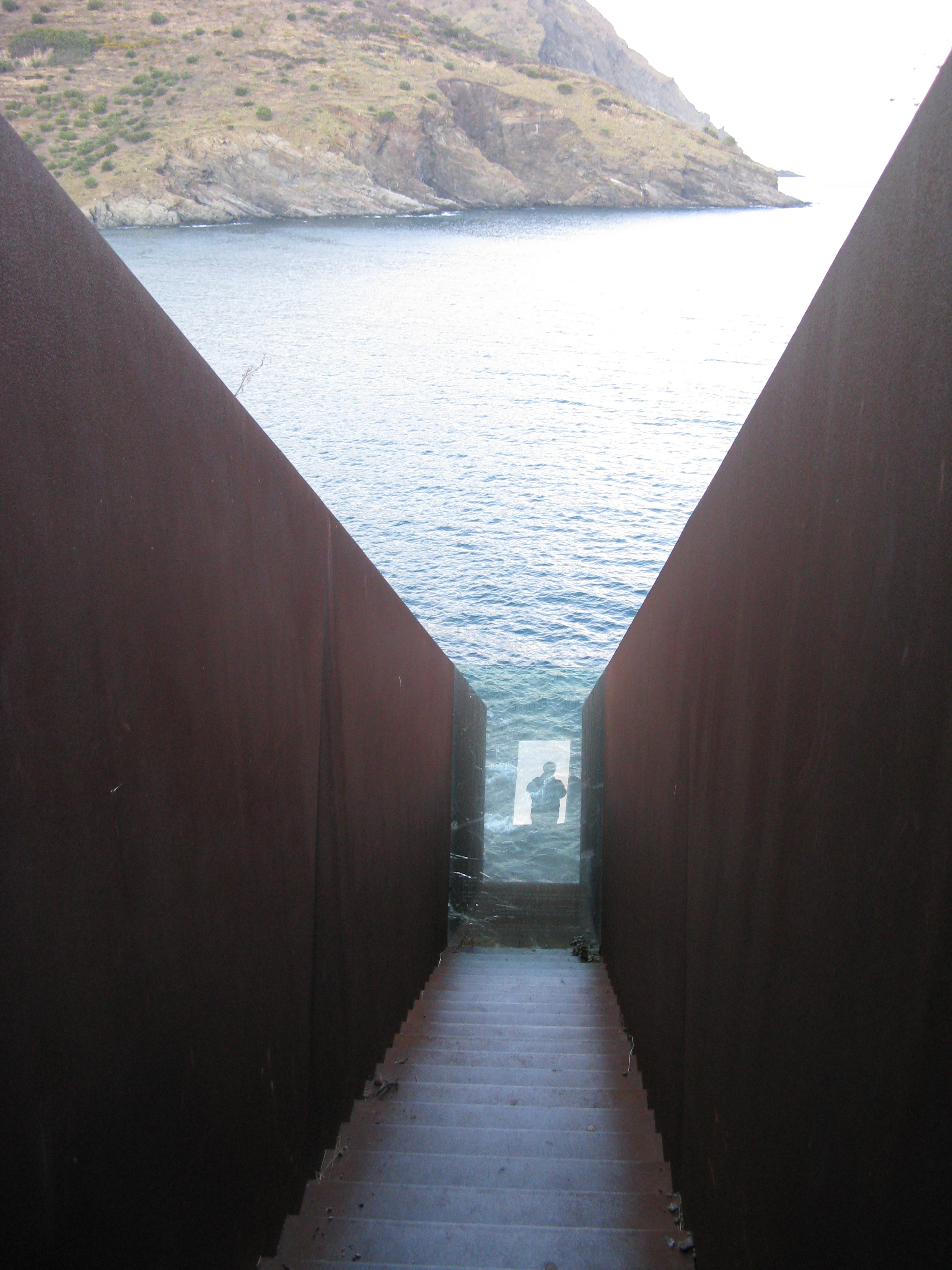
Monumento a Walter Benjamin

## Geografía
Integrado en la comarca de Alto Ampurdán de la provincia de Gerona, se sitúa a 74 kilómetros de la capital provincial. El término municipal está atravesado por la carretera N-260, entre la frontera francesa y el pK 6. 
| Noroeste: Francia       | Norte: Francia | Nordeste: Mar Mediterráneo |
| Oeste: Francia y Colera |                | Este: Mar Mediterráneo     |
| Suroeste: Colera        | Sur: Colera    | Sureste: Colera            |

El relieve del municipio está definido por los límites orientales de la sierra de la Albera, en su punto de contacto con el mar Mediterráneo. El extremo noroccidental de la sierra en el territorio lo marca el Coll de Taravaus (625 m), punto más elevado del territorio. La punta de l'Ocell hace de límite con Francia por el noreste. El accidentado terreno da lugar a numerosos torrentes que desembocan en el mar.

## Historia
Desde 1659 se convirtió en zona fronteriza entre España y Francia. En 1872 se inauguró la línea férrea, con una estación internacional. La nueva estación fue edificada en 1929, y tiene una gran marquesina de hierro y cristal, siguiendo la trayectoria de las obras de Joan Torras i Guardiola de San Andrés de Palomar.
Hasta 1934 Colera formaba parte del municipio. El 27 de septiembre de 1940 fallecía en el Hotel Francia de Portbou el filósofo e historiador de arte alemán Walter Benjamin, de manera no esclarecida. Existe un monumento conmemorativo en la localidad obra del artista Dani Karavan que, utilizando formas abstractas y en íntima relación con la áspera naturaleza del Pirineo gerundense, inserta en el paisaje un símbolo que permite acercarse a la situación de amenaza existencial vivida por los emigrantes en el siglo XX.

## Demografía
Portbou cuenta con una población de 1082 habitantes (INE 2024).
| Gráfica de evolución demográfica de Portbou entre 1887 y 2021 |
| |
| Población de derecho según los censos de población del INE Población de hecho según los censos de población del INEEn 1940 disminuye el término del municipio porque independiza a Colera En 1887 aparece este municipio porque se fusionan los municipios Culera y entidades sin determinar |

## Turismo
Cuando los primeros turistas del norte de Europa llegaban a España, a finales de los años 50, la primera localidad más allá de los Pirineos que se encontraban era la población fronteriza de Portbou. Los que atravesaban la frontera francesa en coche quedaban impresionados por la sinuosa carretera que recorre esta abrupta costa. Sin embargo Portbou debe parte de su popularidad a su estación de tren, clave para las comunicaciones entre España y el resto de Europa. El tiempo de espera que se producía a causa del cambio de ancho de vía entre los dos países permitía a muchos pasajeros pasear por esta localidad, encontrándose una población de gran belleza natural.
A lo largo del paseo de la playa, las cafeterías, los restaurantes y los chiringuitos atraen a una gran cantidad de turistas durante el día.
En la población hay numerosas tiendas que proporcionan los productos que están particularmente buscados por los que cruzan la frontera: el alcohol y el tabaco y, además, el cuero y la ropa son claramente más baratos que en Francia.
La situación especial del pueblo se basa en su localización en un valle, que ha frenado la construcción excesiva. Así, Portbou sigue pequeño y rodeado de naturaleza.
La playa grande, frente al puerto deportivo permanece tranquila durante todo el año incluso durante la temporada alta, durante julio y agosto. En la playa se pueden ver los barcos clásicos, normalmente llaguts catalanes, antiguamente utilizados para la pesca, que en la actualidad salen de paseo tripulados por los veraneantes.

### Lugares de interés
- La iglesia de Santa María de Portbou, que se empezó a construir en 1879, fue proyectada por el arquitecto Joan Martorell, y consta de una gran nave de 18 m de altura y 33 de largo, de estilo neogótico. En su interior hay una imagen de la Virgen, obra del escultor Frederic Marès. A su lado (no es el mismo edificio) también destaca un campanario de base octogonal de unos 35 m de altura coronado por una gran cruz.
- Playas: platja gran, les tres platgetes, platja del Pi, platja de les Fresses y platja del Claper
- Dolmen del Coll de la Farella.
- Casa Herrero
- Monumento a Walter Benjamin
- Mercado municipal
- Pantano
- Pino Evi Rauter